# Adam Seybert
Adam Seybert (* 16. Mai 1773 in Philadelphia, Province of Pennsylvania; † 2. Mai 1825 in Paris, Frankreich) war ein US-amerikanischer Politiker. Zwischen 1809 und 1819 vertrat er zwei Mal den Bundesstaat Pennsylvania im US-Repräsentantenhaus.

## Werdegang
Adam Seybert besuchte die öffentlichen Schulen seiner Heimat und studierte danach bis 1793 an der University of Pennsylvania in Philadelphia Medizin. Anschließend vertiefte er sein Wissen mit Studiengängen an verschiedenen europäischen Universitäten. So studierte er in Edinburgh, Göttingen und Paris. Nach seiner Rückkehr nach Philadelphia wurde er auch auf dem Gebiet der Chemie und Mineralogie tätig. Im Jahr 1797 wurde er Mitglied der American Philosophical Society. 1801 wurde er zum korrespondierenden Mitglied der Göttinger Akademie der Wissenschaften gewählt. Politisch schloss er sich der Demokratisch-Republikanischen Partei an.
Nach dem Rücktritt des Abgeordneten Benjamin Say wurde Seybert bei der fälligen Nachwahl für den ersten Sitz von Pennsylvania als dessen Nachfolger in das US-Repräsentantenhaus in Washington, D.C. gewählt, wo er am 10. Oktober 1809 sein neues Mandat antrat. Nach zwei Wiederwahlen konnte er bis zum 3. März 1815 im Kongress verbleiben. In diese Zeit fiel der Britisch-Amerikanische Krieg von 1812. Von 1811 bis 1813 war Seybert Vorsitzender des Committee on Revisal and Unfinished Business. Im Jahr 1816 wurde er für den zweiten Sitz des ersten Wahlbezirks von Pennsylvania erneut in den Kongress gewählt, wo er am 4. März 1817 die Nachfolge von William Milnor antrat. Bis zum 3. März 1819 konnte er eine weitere Amtszeit im US-Repräsentantenhaus verbringen. 1824 wurde er in die American Academy of Arts and Sciences gewählt.
Nach dem Ende seiner Zeit im US-Repräsentantenhaus bereiste Adam Seybert für einige Jahre Europa. Seit 1824 lebte er in Paris, wo er am 2. Mai 1825 verstarb.